# Leichtathletik-Weltmeisterschaften 2022/Teilnehmer (Seychellen)
| Goldmedaillen | Silbermedaillen | Bronzemedaillen |
| ------------- | --------------- | --------------- |
| —             | —               | —               |

Der Leichtathletikverband der Seychellen nahm an den Leichtathletik-Weltmeisterschaften 2022 in Eugene mit einem Athleten teil.

## Ergebnisse

### Männer

#### Laufdisziplinen
| Athlet     | Disziplin    | Vorlauf | Vorlauf | Halbfinale | Halbfinale | Finale | Finale |
| Athlet     | Disziplin    | Zeit    | Platz   | Zeit       | Platz      | Zeit   | Platz  |
| ---------- | ------------ | ------- | ------- | ---------- | ---------- | ------ | ------ |
| Ned Azemia | 400 m Hürden | 53,07 s | 34      | DNQ        | DNQ        | –      | –      |